# Chrysosoma protarsatum
Chrysosoma protarsatum är en tvåvingeart som beskrevs av Octave Parent 1937. Chrysosoma protarsatum ingår i släktet Chrysosoma och familjen styltflugor. Inga underarter finns listade i Catalogue of Life.